# 孕ら☆ハラっ!! 〜中出し学園せ〜かつ〜
『孕ら☆ハラっ!! 〜中出し学園せ〜かつ〜』（はらハラっ なかだしがくえんせーかつ）は、日本のアダルトゲームブランド・スワンアイが2007年6月29日に発売した18禁アドベンチャーゲーム。2009年10月16日よりダウンロード販売を開始している。

## 概要
低価格版ソフトを中心に発売して来たスワン系ブランドで初のフルプライス作品である。特別版（ダウンロード版）では、2009年発売のブランド第4作『孕ら☆ちゅちゅっ!! 〜咬めばあの娘もHな天使〜』以降のタイトルに搭載されている「壁紙作成モード」が追加されている。
2011年発売のファンディスク『孕ら☆パラっ!! 〜スワン中出しパラダイス〜』公式サイトにおける作品紹介では、本作が「スワン孕ませシリーズ」の第1弾とされているが、シリーズに含まれる範囲については「孕ら☆」がタイトルに付く4作品（『孕ら☆ハラっ!!』『孕ら☆みん!!』『孕ら☆カノ!!』『孕ら☆ちゅちゅっ!!』）に限られるのか、他のスワンアイ作品（『しる☆シルっ!!』『ひとづままん!!』）も含まれるのか、もっと広範に低価格ブランドのスワン・スワンマニアが発売したタイトルの一部も含まれるのかについては明瞭にされていない。

## ストーリー
風華学園3年生の高田克也は、仲間を集めて女の子を快感に導くことを活動内容とする「性感同好会」を結成する。しかし、そんな不純な目的の同好会が承認されるはずも無く、非公然組織としての活動を強いられることに。しかも、克也の幼馴染みで学生指導会長である珠洲宮夏姫が性感同好会の殲滅を目的に「対性感同好会同好会」を結成し、性感同好会の行く先々で全面衝突を繰り広げる。

## 登場人物
声優はヒロインのみ割り当てられているが、キャスティングは非公開となっている。

### 性感同好会
高田 克也（たかだ かつや）
3年。とにかく女の子とHがしたいが為に仲間を集めて「性感同好会」を結成し、会長に就任。他のメンバーと共に生徒会長の夏姫が率いる対性感同好会同好会と抗争を繰り広げる。
坂本 健（さかもと けん）
性感同好会・メカニック担当。科学部部長で対性感同好会同好会の会員である山本・クリスティン・舞子を一方的にライバル視しているが、連戦連敗を喫している。
近藤 剛志（こんどう ごうし）
性感同好会・肉弾戦担当。プロテインを愛用し、何かにつけて自分の筋肉美を他人に見せたがるが実戦には弱い。

### ヒロイン（対性感同好会同好会）
珠洲宮 夏姫（すずみや なつき）
3年。学生指導会長。幼馴染みである克也の暴走を全力で阻止すべく「対性感同好会同好会」を結成し、性感同好会の活動妨害に勤しむ。2011年発売のiPhone・iPod touch用アプリ『花札しよっ!』では、対戦相手の1人として登場した。
スリーサイズはB 84 / W 56 / H 83。
山本・クリスティン・舞子（やまもと・クリスティン・まいこ）
3年。科学部長。ツインテールとお子様体型が特徴。日本人とフランス人のハーフで、理系分野では超天才と称される。しかし、日本語が不自由で、特に漢字は全く読めない。
スリーサイズはB 60 / W 48 / H 62。
朝雛 ひより（あさひな ひより）
3年。チアリーディング部所属で、爆乳を揺らしながらの応援は男子学生の視線を釘付けにしている。他人を応援することに熱中する一方、自分のことは疎かになってしまう一面を持つ。
スリーサイズはB 92 / W 58 / H 85。
双葉 葵（ふたば あおい）
2年。剣道部主将。感情を表に出さないクールな面が人気を集めている。武芸全般に秀でているが、寝技で密着されると途端に性感を刺激されてしまう弱点を持つ。
スリーサイズはB 79 / W 54 / H 80。
瀬名 未来（せな みらい）
2年。吹奏楽部所属で、パートはフルート。内向的な性格で友達は少ないが、葵とは大の親友。相当に破壊力の強いドジっ娘で、他人を巻き込んで被害を与えることもしばしばある。
スリーサイズはB 62 / W 50 / H 64。

### その他の人物
風間 源治郎（かざま げんじろう）
風華学園の学園長。古風で厳格そうに見える老人だが実は性感同好会メンバー以上の女好きである。

## スタッフ
- シナリオ：南条巴
- 原画：文月紫
- 音楽：Arp